# Порту-Амбоин
По́рту-Амбои́н (порт. Porto Amboim) — город и муниципалитет в провинции Южная Кванза на западе Анголы.

## История
До прибытия на территорию Анголы португальцев на месте нынешнего города находилась резиденция местного вождя под названием Квиссонда. Правителем этих мест во время прибытия португальцев был король Муссунго. Португальцы пытались колонизировать регион в 1587 году, основав деревню Бенгела-а-Велья и построив деревянный форт. В 1648 году голландцы овладели этой территорией и построили здесь свой форт. В 1771 году деревня Бенгела-а-Велья была отбита португальцами. В 1870 году местность получила статус гражданского прихода, а в 1912 году был основан муниципалитет, который в 1917 году стал столицей вновь созданного района Кванза-Сул. Благодаря увеличению кофейных плантаций в начале XX века в регионе между 1922 и 1925 годами была построена железная дорога протяженностью 123 километра. 10 сентября 1923 года Бенгела-а-Велья была переименована в Порту-Амбоин. 15 января 1974 года Порту-Амбоин окончательно утверждён в качестве города и муниципалитета.

## Описание
В городе расположен морской порт Кванза-Сул. Он даёт начало Амбоинской железной дороге, которая из Порту-Амбоин ведёт в глубь страны. Также есть аэродром Порту-Амбоин, который обслуживает только внутренние рейсы.